# 雅各布·約翰森
雅各布·約翰森（瑞典語：Jakob Johansson；1990年6月21日—）是一位瑞典足球運動員。在場上的位置是中場。他現在效力於希臘足球超級聯賽球隊雅典AEK足球俱樂部。他也代表瑞典國家足球隊參賽。